# Thanatus fuscipes
Thanatus fuscipes är en spindelart som beskrevs av Denis 1937. Thanatus fuscipes ingår i släktet Thanatus och familjen snabblöparspindlar.
Artens utbredningsområde är Algeriet. Utöver nominatformen finns också underarten T. f. concolor.